# Edmonton
Edmonton je hlavní město kanadské provincie Alberta, jedné ze tří prérijních provincií. Leží v její centrální části, v oblasti prérií a úrodné zemědělské půdy. Město je domovem pro 980 000 obyvatel, nicméně jejich počet v celé městské aglomeraci (census metropolitan area) přesahuje jeden milion. V tomto ukazateli je v Albertě větší pouze Calgary, které leží o 300 km jižněji.
Oblast tzv. koridoru Calgary-Edmonton je jedním ze čtyř ohnisek populace jinak řídce osídlené Kanady, která společně zahrnují polovinu obyvatel tohoto státu. Edmonton tak představuje výchozí bránu pro rozvoj a ekonomické využití severní Alberty a Severozápadních teritorií, které jsou význačnými zdroji nerostného bohatství (dehtové písky, zemní plyn, diamanty).
Díky velkorysému urbanistickému plánu se Edmonton rozkládá na 684 km2, čímž rozlohou překonává i města s větším počtem obyvatel (např. Toronto, Chicago). Malá lidnatost umožňuje existenci rozsáhlých ploch zeleně uvnitř města, avšak také zvětšuje vzdálenosti, zvyšuje zábor půdy a zhoršuje celkovou efektivitu města.

## Historie

### Kolonizace
První osídlení oblasti Edmontonu bylo zaznamenáno v období těsně po skončení poslední doby ledové (nejpozději kolem roku 3 000 př. n. l.). První Evropan, o němž s jistotou víme, že se dostal na území dnešního města, byl v roce 1754 Anthony Heynday, průzkumník pracující pro Společnost Hudsonova zálivu. Henday cestoval přes kanadské prérie, aby navazoval kontakty s původními obyvateli a podpořil obchod s kožešinami, a tím i Společnost Hudsonova zálivu v konkurenci se Severozápadní společností.
V roce 1795 byla založena osada Fort Edmonton (dnes v severní části Fort Saskatchewanu), jež se záhy stala významnou obchodní stanicí. Osada byla pojmenována podle rodného města (Edmonton, London) Sira Jamese Wintera Lakea, tehdejšího viceguvernéra Společnosti.
K významnému nárůstu osídlení došlo na sklonku 19. století, k čemuž přispělo jak zemědělské využití úrodných prérií, tak i zlatá horečka (v r. 1897). Tehdy se z Edmontonu stalo regionální centrum obchodu a zemědělství.

### Období první a druhé světové války
Počátek dvacátého století byl pro město obdobím dalšího růstu, který vyústil ve spojení s nedalekou Strathconou, čímž Edmonton expandoval na jižní břeh řeky Severní Saskatchewan. Rozsáhlé spekulace s pozemky zastavila první světová válka, během které poklesl počet obyvatel o téměř třetinu.
V roce 1929 bylo v Blatchford Field otevřeno letiště (dnes stále v provozu pod názvem Edmonton City Centre Airport), jež sloužilo především k distribuci pošty, potravin a léčiv do oblasti severní Kanady.
Během druhé světové války sloužil Edmonton jako jedno z výchozích míst pro náročnou stavbu Aljašské dálnice, přestože ta začíná až v 600 km vzdáleném Dawson Creeku.

## Geografie a klima

### Klima
Klima v Edmontonu je typicky kontinentální, s velkým rozpětím teploty v průběhu roku. Léta jsou pouze mírně teplá, zimy však mrazivé. Teploty přesáhnou během roku 30 °C v průměru pouze ve třech dnech, zato pod –20 °C se drží průměrně po dobu 28 dní.

Nejvyšší teplota, která byla zaznamenána, činí 34,5 °C (5. srpna 1998) , nejnižší pak –49,4 °C (19. a 21. ledna 1886) .
Vzhledem ke své poloze má Edmonton poměrně suché klima, s ročním úhrnem vodních srážek 476 mm a 123,5 cm srážek sněhových.  Srážky nejsou během roku rovnoměrně rozloženy, nejvíce prší na konci jara, v létě a na počátku podzimu. Srážkově nejbohatší měsíc je červenec, nejsušší pak únor. Během léta jsou velmi časté bouřky, často s přívalovými dešti a silnými poryvy větru. V tomto období roku se také mohou v okolí Edmontonu vyskytovat tornáda, jejichž síla až na výjimky není destruktivní.
Nejsilnější tornádo v historii Edmontonu se přehnalo nad předměstími a některými částmi města v průběhu dne 31. července 1987. Kromě zničených domů, infrastruktury, vykolejeného nákladního vlaku a dalších materiálních škod si živel vybral dvacet sedm obětí na životech.

## Obyvatelstvo
Podle sčítání lidu v roce 2011 má Edmonton 812 201 obyvatel, celá aglomerace pak 1 159 869 obyvatel.
Podle stejného censu žije ve městě 24,3 % obyvatel náležejících k tzv. viditelným minoritám. Největší podíl zaujímají se 7,5 % Číňané, 4,8 % původní obyvatelé (Aboriginals), 4,5 % Jihoasiaté, 4,1 % černoši a 2,3 % Filipínci. Také zde žije mnoho Arabů, Jihoameričanů a Korejců.

## Infrastruktura

### Sport
V Edmontonu sídlí hokejový klub Edmonton Oilers. Jeho nejznámějším hráčem byl Wayne Gretzky, s nímž Oilers vyhráli čtyři Stanley Cupy.
Dále je zde tým kanadského fotbalu Edmonton Elks.
V roce 1978 se v Edmontonu konaly hry Commonwealthu.
V roce 2001 hostilo město mistrovství světa v atletice.

## Osobnosti
- Red Pollard (1909–1981), žokej, největší úspěchy zaznamenal s koněm Seabiscuit
- Marshall McLuhan (1911–1980), filosof, spisovatel, literární kritik a mediální teoretik
- Michael J. Fox (* 1961), herec
- Jordan Peterson (* 1962), klinický psycholog, filosof a profesor psychologie
- Jill Hennessy (* 1968), herečka
- Nathan Fillion (* 1971), herec
- Eric Johnson (* 1979), herec
- Mike Comrie (* 1980), bývalý lední hokejista, který hrál NHL

## Partnerská města
Edmonton je partnerským městem těchto světových sídel:
- Hull, Quebec (nyní část Gatineau, Quebec) (1967)[3]
- Harbin, provincie Heilongjiang, Čína (1985)[4]
- Nashville, Tennessee, Spojené státy americké (1990)[5]
- Wonju, provincie Gangwon-do, Jižní Korea (1998)[6]
- Austin, Texas, Spojené státy americké